# Daniel Sundgren
Daniel Andreas Sundgren, född 22 november 1990 i Solna, är en svensk fotbollsspelare som spelar för Degerfors if i Sverige . Han är son till före detta fotbollsspelaren Gary Sundgren.

## Klubblagskarriär
I november 2015 värvades Sundgren från Degerfors IF till AIK. I juni 2019 värvades han till Aris i Grekland. Den 11 juli 2019 fick Sundgren sparken av AIK då han uttryckt att han ej önskar bli uttagen till fler matcher innan hans transfer till Aris.

## Landslagskarriär
Den 27 augusti 2021 kallades Sundgren för första gången i karriären in till det svenska herrlandslaget för de kommande VM-kvalmatcher mot Spanien och Grekland samt en träningsmatch mot Uzbekistan. I den första matchen mot Spanien den 2 september 2021 var han utanför truppen när man vann med 2–1. Debuten kom sedan tre dagar efteråt i träningsmatchen mot Uzbekistan då han blev inbytt i den 62:a matchminuten mot Mattias Johansson. Sverige vann matchen med 2–1 efter mål av Isaac Kiese Thelin samt ett självmål av Abdulla Abdullayev.

## Meriter
- Allsvenskan: 2018